# Phase à élimination directe de la Coupe d'Asie des nations de football de 2019
La phase à élimination directe de la Coupe d'Asie des Nations 2019 de l’AFC commence au deuxième tour le 20 janvier avec les huitièmes de finale et se termine le 1er février avec la finale qui se joue au stade Cheikh Zayed à Abou Dhabi. Un total de 16 équipes figurent dans ce tableau final.
Tous les horaires sont exprimés en heure locale (UTC+4).

## Format
La qualification pour le tour suivant se joue entre deux équipes sur un seul match. Si les deux équipes se retrouvent à égalité à la fin du temps règlementaire (90 minutes), une prolongation de deux fois 15 minutes est jouée. Si à la fin du match prolongé les deux équipes sont toujours à égalité, une séance de tirs au but est organisée afin de départager les équipes pour la qualification, ou l'obtention du titre s'il s'agit de la finale. L'Assistance vidéo à l'arbitrage (VAR) est utilisée à partir des quarts de finale. Pour la première fois il n’y a pas de match pour la troisième place après les demi-finales.

### Combinaisons des matches en huitièmes de finale
L’AFC a présenté le calendrier suivant pour les huitièmes de finale :
- M 1: 2e place du Groupe A / 2e place du Groupe C
- M 2: 1re place du Groupe D / 3e place du Groupe B ou E ou F
- M 3: 1re place du Groupe B / 3e place du Groupe A ou C ou D
- M 4: 1re place du Groupe F / 2e place du Groupe E
- M 5: 1re place du Groupe C / 3e place du Groupe A ou B ou F
- M 6: 1re place du Groupe E / 2e place du Groupe D
- M 7: 1re place du Groupe A / 3e place du Groupe C ou D ou E
- M 8: 2e place du Groupe B / 2e place du Groupe F

| Équipes figurant dans les meilleures troisièmes de groupe | Équipes figurant dans les meilleures troisièmes de groupe | Équipes figurant dans les meilleures troisièmes de groupe | Équipes figurant dans les meilleures troisièmes de groupe | Équipes figurant dans les meilleures troisièmes de groupe | Équipes figurant dans les meilleures troisièmes de groupe |    | 1A vs | 1B vs | 1C vs | 1D vs |
| --------------------------------------------------------- | --------------------------------------------------------- | --------------------------------------------------------- | --------------------------------------------------------- | --------------------------------------------------------- | --------------------------------------------------------- | -- | ----- | ----- | ----- | ----- |
| A                                                         | B                                                         | C                                                         | D                                                         |                                                           |                                                           | 3C | 3D    | 3A    | 3B    |       |
| A                                                         | B                                                         | C                                                         |                                                           | E                                                         |                                                           | 3C | 3A    | 3B    | 3E    |       |
| A                                                         | B                                                         | C                                                         |                                                           |                                                           | F                                                         | 3C | 3A    | 3B    | 3F    |       |
| A                                                         | B                                                         |                                                           | D                                                         | E                                                         |                                                           | 3D | 3A    | 3B    | 3E    |       |
| A                                                         | B                                                         |                                                           | D                                                         |                                                           | F                                                         | 3D | 3A    | 3B    | 3F    |       |
| A                                                         | B                                                         |                                                           |                                                           | E                                                         | F                                                         | 3E | 3A    | 3B    | 3F    |       |
| A                                                         |                                                           | C                                                         | D                                                         | E                                                         |                                                           | 3C | 3D    | 3A    | 3E    |       |
| A                                                         |                                                           | C                                                         | D                                                         |                                                           | F                                                         | 3C | 3D    | 3A    | 3F    |       |
| A                                                         |                                                           | C                                                         |                                                           | E                                                         | F                                                         | 3C | 3A    | 3F    | 3E    |       |
| A                                                         |                                                           |                                                           | D                                                         | E                                                         | F                                                         | 3D | 3A    | 3F    | 3E    |       |
|                                                           | B                                                         | C                                                         | D                                                         | E                                                         |                                                           | 3C | 3D    | 3B    | 3E    |       |
|                                                           | B                                                         | C                                                         | D                                                         |                                                           | F                                                         | 3C | 3D    | 3B    | 3F    |       |
|                                                           | B                                                         | C                                                         |                                                           | E                                                         | F                                                         | 3E | 3C    | 3B    | 3F    |       |
|                                                           | B                                                         |                                                           | D                                                         | E                                                         | F                                                         | 3E | 3D    | 3B    | 3F    |       |
|                                                           |                                                           | C                                                         | D                                                         | E                                                         | F                                                         | 3C | 3D    | 3F    | 3E    |       |

## Équipes qualifiées
Les deux premiers de chaque groupe du premier tour, ainsi que les quatre meilleurs troisièmes disputent les huitièmes de finale.
| Groupe | Premiers            | Deuxièmes       | Troisièmes (quatre qualifiés) |
| ------ | ------------------- | --------------- | ----------------------------- |
| A      | Émirats arabes unis | Thaïlande       | Bahreïn                       |
| B      | Jordanie            | Australie       | -                             |
| C      | Corée du Sud        | Chine           | Kirghizistan                  |
| D      | Iran                | Irak            | Viêt Nam                      |
| E      | Qatar               | Arabie saoudite | -                             |
| F      | Japon               | Ouzbékistan     | Oman                          |

## Tableau final
|  | Huitièmes de finale                                              | Huitièmes de finale                                  |                     |       | Quarts de finale                                     | Quarts de finale                                     |  |  | Demi-finales                                   | Demi-finales                                   |  |  | Finale                                          | Finale                                          |
|  | Huitièmes de finale                                              | Huitièmes de finale                                  |                     |       | Quarts de finale                                     | Quarts de finale                                     |  |  | Demi-finales                                   | Demi-finales                                   |  |  | Finale                                          | Finale                                          |
|  |                                                                  |                                                      |                     |       |                                                      |                                                      |  |  |                                                |                                                |  |  |                                                 |                                                 |
|  | 20 janvier 2019, Stade Hazza Bin Zayed, Al-Aïn                   | 20 janvier 2019, Stade Hazza Bin Zayed, Al-Aïn       |                     |       | 24 janvier 2019, Stade Mohammed-Bin-Zayed, Abou Dabi | 24 janvier 2019, Stade Mohammed-Bin-Zayed, Abou Dabi |  |  | 28 janvier 2019, Stade Hazza Bin Zayed, Al-Aïn | 28 janvier 2019, Stade Hazza Bin Zayed, Al-Aïn |  |  | 1er février 2019, Stade Cheikh Zayed, Abou Dabi | 1er février 2019, Stade Cheikh Zayed, Abou Dabi |
|  | 20 janvier 2019, Stade Hazza Bin Zayed, Al-Aïn                   | 20 janvier 2019, Stade Hazza Bin Zayed, Al-Aïn       |                     |       | 24 janvier 2019, Stade Mohammed-Bin-Zayed, Abou Dabi | 24 janvier 2019, Stade Mohammed-Bin-Zayed, Abou Dabi |  |  | 28 janvier 2019, Stade Hazza Bin Zayed, Al-Aïn | 28 janvier 2019, Stade Hazza Bin Zayed, Al-Aïn |  |  | 1er février 2019, Stade Cheikh Zayed, Abou Dabi | 1er février 2019, Stade Cheikh Zayed, Abou Dabi |
|  | Thaïlande                                                        | 1                                                    |                     |       | 24 janvier 2019, Stade Mohammed-Bin-Zayed, Abou Dabi | 24 janvier 2019, Stade Mohammed-Bin-Zayed, Abou Dabi |  |  | 28 janvier 2019, Stade Hazza Bin Zayed, Al-Aïn | 28 janvier 2019, Stade Hazza Bin Zayed, Al-Aïn |  |  | 1er février 2019, Stade Cheikh Zayed, Abou Dabi | 1er février 2019, Stade Cheikh Zayed, Abou Dabi |
|  | Thaïlande                                                        | 1                                                    |                     |       | 24 janvier 2019, Stade Mohammed-Bin-Zayed, Abou Dabi | 24 janvier 2019, Stade Mohammed-Bin-Zayed, Abou Dabi |  |  | 28 janvier 2019, Stade Hazza Bin Zayed, Al-Aïn | 28 janvier 2019, Stade Hazza Bin Zayed, Al-Aïn |  |  | 1er février 2019, Stade Cheikh Zayed, Abou Dabi | 1er février 2019, Stade Cheikh Zayed, Abou Dabi |
|  | Chine                                                            | 2                                                    |                     |       | 24 janvier 2019, Stade Mohammed-Bin-Zayed, Abou Dabi | 24 janvier 2019, Stade Mohammed-Bin-Zayed, Abou Dabi |  |  | 28 janvier 2019, Stade Hazza Bin Zayed, Al-Aïn | 28 janvier 2019, Stade Hazza Bin Zayed, Al-Aïn |  |  | 1er février 2019, Stade Cheikh Zayed, Abou Dabi | 1er février 2019, Stade Cheikh Zayed, Abou Dabi |
|  | Chine                                                            | 2                                                    | Chine               | 0     |                                                      |                                                      |  |  | 28 janvier 2019, Stade Hazza Bin Zayed, Al-Aïn | 28 janvier 2019, Stade Hazza Bin Zayed, Al-Aïn |  |  | 1er février 2019, Stade Cheikh Zayed, Abou Dabi | 1er février 2019, Stade Cheikh Zayed, Abou Dabi |
|  | 20 janvier 2019, Stade Mohammed-Bin-Zayed, Abou Dabi             |                                                      | Chine               | 0     |                                                      |                                                      |  |  | 28 janvier 2019, Stade Hazza Bin Zayed, Al-Aïn | 28 janvier 2019, Stade Hazza Bin Zayed, Al-Aïn |  |  | 1er février 2019, Stade Cheikh Zayed, Abou Dabi | 1er février 2019, Stade Cheikh Zayed, Abou Dabi |
|  |                                                                  | Iran                                                 | 3                   |       |                                                      |                                                      |  |  | 28 janvier 2019, Stade Hazza Bin Zayed, Al-Aïn | 28 janvier 2019, Stade Hazza Bin Zayed, Al-Aïn |  |  | 1er février 2019, Stade Cheikh Zayed, Abou Dabi | 1er février 2019, Stade Cheikh Zayed, Abou Dabi |
|  | Iran                                                             | Iran                                                 | 3                   | 2     |                                                      |                                                      |  |  | 28 janvier 2019, Stade Hazza Bin Zayed, Al-Aïn | 28 janvier 2019, Stade Hazza Bin Zayed, Al-Aïn |  |  | 1er février 2019, Stade Cheikh Zayed, Abou Dabi | 1er février 2019, Stade Cheikh Zayed, Abou Dabi |
|  | Iran                                                             | 24 janvier 2019, Stade Al-Maktoum, Dubaï             |                     | 2     |                                                      |                                                      |  |  | 28 janvier 2019, Stade Hazza Bin Zayed, Al-Aïn | 28 janvier 2019, Stade Hazza Bin Zayed, Al-Aïn |  |  | 1er février 2019, Stade Cheikh Zayed, Abou Dabi | 1er février 2019, Stade Cheikh Zayed, Abou Dabi |
|  | Oman                                                             | 0                                                    |                     |       |                                                      |                                                      |  |  | 28 janvier 2019, Stade Hazza Bin Zayed, Al-Aïn | 28 janvier 2019, Stade Hazza Bin Zayed, Al-Aïn |  |  | 1er février 2019, Stade Cheikh Zayed, Abou Dabi | 1er février 2019, Stade Cheikh Zayed, Abou Dabi |
|  | Oman                                                             | 0                                                    | Iran                | 0     |                                                      |                                                      |  |  |                                                |                                                |  |  | 1er février 2019, Stade Cheikh Zayed, Abou Dabi | 1er février 2019, Stade Cheikh Zayed, Abou Dabi |
|  | 20 janvier 2019, Stade Al-Maktoum, Dubaï                         |                                                      | Iran                | 0     |                                                      |                                                      |  |  |                                                |                                                |  |  | 1er février 2019, Stade Cheikh Zayed, Abou Dabi | 1er février 2019, Stade Cheikh Zayed, Abou Dabi |
|  |                                                                  | Japon                                                | 3                   |       |                                                      |                                                      |  |  |                                                |                                                |  |  | 1er février 2019, Stade Cheikh Zayed, Abou Dabi | 1er février 2019, Stade Cheikh Zayed, Abou Dabi |
|  | Jordanie                                                         | Japon                                                | 3                   | 1 (2) |                                                      |                                                      |  |  |                                                |                                                |  |  | 1er février 2019, Stade Cheikh Zayed, Abou Dabi | 1er février 2019, Stade Cheikh Zayed, Abou Dabi |
|  | Jordanie                                                         | 29 janvier 2019, Stade Mohammed-Bin-Zayed, Abou Dabi |                     | 1 (2) |                                                      |                                                      |  |  |                                                |                                                |  |  | 1er février 2019, Stade Cheikh Zayed, Abou Dabi | 1er février 2019, Stade Cheikh Zayed, Abou Dabi |
|  | Viêt Nam t. a. b.                                                | 1 (4)                                                |                     |       |                                                      |                                                      |  |  |                                                |                                                |  |  | 1er février 2019, Stade Cheikh Zayed, Abou Dabi | 1er février 2019, Stade Cheikh Zayed, Abou Dabi |
|  | Viêt Nam t. a. b.                                                | 1 (4)                                                | Viêt Nam            | 0     |                                                      |                                                      |  |  |                                                |                                                |  |  | 1er février 2019, Stade Cheikh Zayed, Abou Dabi | 1er février 2019, Stade Cheikh Zayed, Abou Dabi |
|  | 21 janvier 2019, Stade de Charjah (en), Charjah                  |                                                      | Viêt Nam            | 0     |                                                      |                                                      |  |  |                                                |                                                |  |  | 1er février 2019, Stade Cheikh Zayed, Abou Dabi | 1er février 2019, Stade Cheikh Zayed, Abou Dabi |
|  |                                                                  | Japon                                                | 1                   |       |                                                      |                                                      |  |  |                                                |                                                |  |  | 1er février 2019, Stade Cheikh Zayed, Abou Dabi | 1er février 2019, Stade Cheikh Zayed, Abou Dabi |
|  | Japon                                                            | Japon                                                | 1                   | 1     |                                                      |                                                      |  |  |                                                |                                                |  |  | 1er février 2019, Stade Cheikh Zayed, Abou Dabi | 1er février 2019, Stade Cheikh Zayed, Abou Dabi |
|  | Japon                                                            | 25 janvier 2019, Stade Cheikh Zayed, Abou Dabi       |                     | 1     |                                                      |                                                      |  |  |                                                |                                                |  |  | 1er février 2019, Stade Cheikh Zayed, Abou Dabi | 1er février 2019, Stade Cheikh Zayed, Abou Dabi |
|  | Arabie saoudite                                                  | 0                                                    |                     |       |                                                      |                                                      |  |  |                                                |                                                |  |  | 1er février 2019, Stade Cheikh Zayed, Abou Dabi | 1er février 2019, Stade Cheikh Zayed, Abou Dabi |
|  | Arabie saoudite                                                  | 0                                                    | Japon               | 1     |                                                      |                                                      |  |  |                                                |                                                |  |  |                                                 |                                                 |
|  | 22 janvier 2019, Stade Maktoum ben Rachid Al Maktoum (en), Dubaï |                                                      | Japon               | 1     |                                                      |                                                      |  |  |                                                |                                                |  |  |                                                 |                                                 |
|  |                                                                  | Qatar                                                | 3                   |       |                                                      |                                                      |  |  |                                                |                                                |  |  |                                                 |                                                 |
|  | Corée du Sud (a. p.)                                             | Qatar                                                | 3                   | 2     |                                                      |                                                      |  |  |                                                |                                                |  |  |                                                 |                                                 |
|  | Corée du Sud (a. p.)                                             |                                                      |                     | 2     |                                                      |                                                      |  |  |                                                |                                                |  |  |                                                 |                                                 |
|  | Bahreïn                                                          | 1                                                    |                     |       |                                                      |                                                      |  |  |                                                |                                                |  |  |                                                 |                                                 |
|  | Bahreïn                                                          | 1                                                    | Corée du Sud        | 0     |                                                      |                                                      |  |  |                                                |                                                |  |  |                                                 |                                                 |
|  | 22 janvier 2019, Stade Al-Nahyan, Abou Dabi                      |                                                      | Corée du Sud        | 0     |                                                      |                                                      |  |  |                                                |                                                |  |  |                                                 |                                                 |
|  |                                                                  | Qatar                                                | 1                   |       |                                                      |                                                      |  |  |                                                |                                                |  |  |                                                 |                                                 |
|  | Qatar                                                            | Qatar                                                | 1                   | 1     |                                                      |                                                      |  |  |                                                |                                                |  |  |                                                 |                                                 |
|  | Qatar                                                            | 25 janvier 2019, Stade Hazza Bin Zayed, Al-Aïn       |                     | 1     |                                                      |                                                      |  |  |                                                |                                                |  |  |                                                 |                                                 |
|  | Irak                                                             | 0                                                    |                     |       |                                                      |                                                      |  |  |                                                |                                                |  |  |                                                 |                                                 |
|  | Irak                                                             | 0                                                    | Qatar               | 4     |                                                      |                                                      |  |  |                                                |                                                |  |  |                                                 |                                                 |
|  | 21 janvier 2019, Stade Cheikh Zayed, Abou Dabi                   |                                                      | Qatar               | 4     |                                                      |                                                      |  |  |                                                |                                                |  |  |                                                 |                                                 |
|  |                                                                  | Émirats arabes unis                                  | 0                   |       |                                                      |                                                      |  |  |                                                |                                                |  |  |                                                 |                                                 |
|  | Émirats arabes unis (a. p.)                                      | Émirats arabes unis                                  | 0                   | 3     |                                                      |                                                      |  |  |                                                |                                                |  |  |                                                 |                                                 |
|  | Émirats arabes unis (a. p.)                                      |                                                      |                     | 3     |                                                      |                                                      |  |  |                                                |                                                |  |  |                                                 |                                                 |
|  | Kirghizistan                                                     | 2                                                    |                     |       |                                                      |                                                      |  |  |                                                |                                                |  |  |                                                 |                                                 |
|  | Kirghizistan                                                     | 2                                                    | Émirats arabes unis | 1     |                                                      |                                                      |  |  |                                                |                                                |  |  |                                                 |                                                 |
|  | 21 janvier 2019, Stade Cheikh Khalifa, Al-Aïn                    |                                                      | Émirats arabes unis | 1     |                                                      |                                                      |  |  |                                                |                                                |  |  |                                                 |                                                 |
|  |                                                                  | Australie                                            | 0                   |       |                                                      |                                                      |  |  |                                                |                                                |  |  |                                                 |                                                 |
|  | Australie t. a. b.                                               | Australie                                            | 0                   | 0 (4) |                                                      |                                                      |  |  |                                                |                                                |  |  |                                                 |                                                 |
|  | Australie t. a. b.                                               |                                                      |                     | 0 (4) |                                                      |                                                      |  |  |                                                |                                                |  |  |                                                 |                                                 |
|  | Ouzbékistan                                                      | 0 (2)                                                |                     |       |                                                      |                                                      |  |  |                                                |                                                |  |  |                                                 |                                                 |
|  | Ouzbékistan                                                      | 0 (2)                                                |                     |       |                                                      |                                                      |  |  |                                                |                                                |  |  |                                                 |                                                 |

## Huitièmes de finale

### Jordanie - Viêt Nam
| 20 janvier 2019 | Jordanie                              | 1 - 1 a.p.        | Viêt Nam                                                                          | Stade Al-Maktoum, Dubaï                          |                                                  |
| 15:00 (UTC+04)  | Abdel-Rahman 39e                      |                   | Nguyễn Công Phượng 51e                                                            | Spectateurs : 14 205 Arbitrage : Alireza Faghani | Spectateurs : 14 205 Arbitrage : Alireza Faghani |
| 15:00 (UTC+04)  |                                       |                   |                                                                                   | Spectateurs : 14 205 Arbitrage : Alireza Faghani | Spectateurs : 14 205 Arbitrage : Alireza Faghani |
| 15:00 (UTC+04)  | Abdel-Rahman · Faisal · Samir · Ersan | Tirs au but 2 - 4 | Quế Ngọc Hải · Đỗ Hùng Dũng · Lương Xuân Trường · Trần Minh Vương · Bùi Tiến Dũng | Spectateurs : 14 205 Arbitrage : Alireza Faghani | Spectateurs : 14 205 Arbitrage : Alireza Faghani |

| Jordanie | Viêt Nam |

| GK               | 1  | Amer Shafi (c)      |     |        |
| RB               | 2  | Feras Shelbaieh     |     |        |
| CB               | 3  | Tareq Khattab       |     |        |
| CB               | 21 | Salem Al-Ajalin     |     |        |
| LB               | 19 | Anas Bani Yaseen    |     |        |
| CM               | 6  | Saeed Murjan        |     | 71e    |
| CM               | 4  | Baha' Abdel-Rahman  |     |        |
| RW               | 18 | Musa Al-Taamari     |     | 98e    |
| AM               | 7  | Yousef Al-Rawashdeh |     | 105+2e |
| LW               | 13 | Khalil Bani Attiah  | 57e |        |
| CF               | 11 | Yaseen Al-Bakhit    |     | 98e    |
| Remplaçants :    |    |                     |     |        |
| FW               | 9  | Baha' Faisal        |     | 71e    |
| DF               | 23 | Ihsan Haddad        |     | 98e    |
| FW               | 14 | Ahmad Ersan         |     | 98e    |
| MF               | 10 | Ahmed Samir         |     | 105+2e |
| Sélectionneur :  |    |                     |     |        |
| Vital Borkelmans |    |                     |     |        |

| GK              | 23 | Đặng Văn Lâm       |  |        |
| CB              | 2  | Đỗ Duy Mạnh        |  |        |
| CB              | 3  | Quế Ngọc Hải (c)   |  |        |
| CB              | 4  | Bùi Tiến Dũng I    |  |        |
| RWB             | 8  | Nguyễn Trọng Hoàng |  | 117e   |
| LWB             | 5  | Đoàn Văn Hậu       |  |        |
| RM              | 19 | Nguyễn Quang Hải   |  |        |
| CM              | 7  | Nguyễn Huy Hùng    |  | 96e    |
| CM              | 16 | Đỗ Hùng Dũng       |  |        |
| LM              | 20 | Phan Văn Đức       |  | 105+1e |
| CF              | 10 | Nguyễn Công Phượng |  | 77e    |
| Remplaçants :   |    |                    |  |        |
| FW              | 22 | Nguyễn Tiến Linh   |  | 77e    |
| FW              | 9  | Nguyễn Văn Toàn    |  | 96e    |
| MF              | 6  | Lương Xuân Trường  |  | 105+1e |
| MF              | 14 | Trần Minh Vương    |  | 117e   |
| Sélectionneur : |    |                    |  |        |
| Park Hang-seo   |    |                    |  |        |

| Homme du Match: Nguyễn Quang Hải Assistant referees: Reza Sokhandan (Iran) Mohammadreza Mansouri (Iran) Fourth official: Abu Bakar Al-Amri (Oman) Additional assistant referees: Mohanad Qassim (Irak) Liu Kwok Man (Hong Kong) |

### Thaïlande - Chine
| 20 janvier 2019 | Thaïlande    | 1 - 2 | Chine                             | Stade Hazza Bin Zayed, Al-Aïn               |                                             |
| 18:00 (UTC+04)  | Supachai 31e |       | SHAO Zhi 67e · GAO Lin 71e (pen.) | Arbitrage : Mohammed Abdulla Hassan Mohamed | Arbitrage : Mohammed Abdulla Hassan Mohamed |
| 18:00 (UTC+04)  |              |       |                                   | Arbitrage : Mohammed Abdulla Hassan Mohamed | Arbitrage : Mohammed Abdulla Hassan Mohamed |

| Thaïlande | Chine |

| GK                  | 23 | Siwarak Tedsungnoen  |     |     |
| RB                  | 3  | Theerathon Bunmathan |     |     |
| CB                  | 4  | Chalermpong Kerdkaew |     |     |
| CB                  | 6  | Pansa Hemviboon      |     |     |
| LB                  | 16 | Mika Chunuonsee      |     |     |
| CM                  | 18 | Chanathip Songkrasin |     |     |
| CM                  | 8  | Thitipan Puangchan   | 8e  |     |
| CM                  | 17 | Tanaboon Kesarat     | 43e | 81e |
| RW                  | 22 | Supachai Jaided      | 45e | 63e |
| CF                  | 10 | Teerasil Dangda (c)  |     |     |
| LW                  | 19 | Tristan Do           |     |     |
| Remplaçants :       |    |                      |     |     |
| FW                  | 12 | Chananan Pombuppha   |     | 63e |
| MF                  | 21 | Pokklaw Anan         |     | 81e |
| Sélectionneur :     |    |                      |     |     |
| Sirisak Yodyardthai |    |                      |     |     |

| GK              | 1  | Yan Junling   |     |     |
| RB              | 19 | Liu Yang      |     | 64e |
| CB              | 4  | Shi Ke        | 61e |     |
| CB              | 5  | Zhang Linpeng | 34e |     |
| LB              | 6  | Feng Xiaoting |     |     |
| CM              | 11 | Hao Junmin    |     |     |
| CM              | 15 | Wu Xi         | 35e | 82e |
| CM              | 10 | Zheng Zhi (c) |     |     |
| RW              | 18 | Gao Lin       |     |     |
| CF              | 7  | Wu Lei        |     |     |
| LW              | 22 | Yu Dabao      |     | 64e |
| Remplaçants :   |    |               |     |     |
| FW              | 9  | Xiao Zhi      |     | 64e |
| MF              | 16 | Jin Jingdao   | 88e | 64e |
| MF              | 8  | Zhao Xuri     |     | 82e |
| Sélectionneur : |    |               |     |     |
| Marcello Lippi  |    |               |     |     |

| Homme du Match: Feng Xiaoting (Chine RP) Assistant referees: Mohamed Al-Hammadi (Émirats arabes unis) Hasan Al-Mahri (Émirats arabes unis) Fourth official: Palitha Hemathunga (Sri Lanka) Additional assistant referees: Ammar Al-Jeneibi (Émirats arabes unis) Hettikamkanamge Perera (Sri Lanka) |

### Iran - Oman
| 20 janvier 2019 | Iran                                 | 2 - 0 | Oman | Stade Mohammed-Bin-Zayed, Abou Dabi |                                |
| 21:00 (UTC+04)  | Jahanbakhsh 32e · Dejagah 41e (pen.) |       |      | Arbitrage : César Arturo Ramos      | Arbitrage : César Arturo Ramos |
| 21:00 (UTC+04)  |                                      |       |      | Arbitrage : César Arturo Ramos      | Arbitrage : César Arturo Ramos |

| Iran | Oman |

| GK              | 1  | Alireza Beiranvand   |     |     |
| RB              | 23 | Ramin Rezaeian       |     |     |
| CB              | 8  | Morteza Pouraliganji |     |     |
| CB              | 19 | Majid Hosseini       | 2e  |     |
| LB              | 5  | Milad Mohammadi      |     |     |
| RM              | 17 | Mehdi Taremi         |     |     |
| CM              | 21 | Ashkan Dejagah (c)   |     | 78e |
| CM              | 9  | Omid Ebrahimi        |     |     |
| LM              | 18 | Alireza Jahanbakhsh  |     | 69e |
| AM              | 11 | Vahid Amiri          | 65e |     |
| CF              | 20 | Sardar Azmoun        |     | 88e |
| Remplaçants :   |    |                      |     |     |
| DF              | 4  | Rouzbeh Cheshmi      |     | 69e |
| MF              | 14 | Saman Ghoddos        |     | 78e |
| MF              | 7  | Masoud Shojaei       |     | 88e |
| Sélectionneur : |    |                      |     |     |
| Carlos Queiroz  |    |                      |     |     |

| GK              | 18 | Faiz Al-Rushaidi     |     |     |
| RB              | 11 | Saad Al-Mukhaini     |     |     |
| CB              | 13 | Khalid Al-Braiki     |     |     |
| CB              | 2  | Mohammed Al-Musalami | 59e |     |
| LB              | 17 | Ali Al-Busaidi       |     |     |
| CM              | 20 | Salaah Al-Yahyaei    |     | 46e |
| CM              | 12 | Ahmed Kano (c)       |     | 81e |
| CM              | 23 | Harib Al-Saadi       |     |     |
| RW              | 15 | Jameel Al-Yahmadi    |     |     |
| CF              | 16 | Muhsen Al-Ghassani   |     | 88e |
| LW              | 6  | Raed Ibrahim Saleh   |     |     |
| Remplaçants :   |    |                      |     |     |
| FW              | 7  | Khalid Al-Hajri      |     | 46e |
| MF              | 10 | Mohsin Al-Khaldi     |     | 81e |
| FW              | 9  | Mohammed Al-Ghassani |     | 88e |
| Sélectionneur : |    |                      |     |     |
| Pim Verbeek     |    |                      |     |     |

| Homme du Match: Alireza Beiranvand Assistant referees: Miguel Hernández (Mexique) Alberto Morín (Mexique) Fourth official: Matthew Cream (Australie) Additional assistant referees: Chris Beath (Australie) Ali Sabah (Irak) |

### Japon - Arabie saoudite
| 21 janvier 2019 | Japon        | 1 - 0 | Arabie saoudite | Stade de Charjah (en), Charjah |                             |
| 15:00 (UTC+04)  | Tomiyasu 20e |       |                 | Arbitrage : Ravshan Irmatov    | Arbitrage : Ravshan Irmatov |
| 15:00 (UTC+04)  |              |       |                 | Arbitrage : Ravshan Irmatov    | Arbitrage : Ravshan Irmatov |

| Japon | Arabie saoudite |

| GK              | 12 | Shūichi Gonda     |     |       |
| RB              | 19 | Hiroki Sakai      |     |       |
| CB              | 16 | Takehiro Tomiyasu |     |       |
| CB              | 22 | Maya Yoshida (c)  |     |       |
| LB              | 5  | Yuto Nagatomo     |     |       |
| CM              | 6  | Wataru Endo       |     |       |
| CM              | 7  | Gaku Shibasaki    |     |       |
| RW              | 21 | Ritsu Doan        |     | 89e   |
| AM              | 9  | Takumi Minamino   |     | 77e   |
| LW              | 8  | Genki Haraguchi   |     |       |
| CF              | 13 | Yoshinori Muto    | 39e | 90+1e |
| Remplaçants :   |    |                   |     |       |
| AM              | 14 | Junya Ito         |     | 77e   |
| RW              | 18 | Tsukasa Shiotani  |     | 89e   |
| CF              | 11 | Koya Kitagawa     |     | 90+1e |
| Sélectionneur : |    |                   |     |       |
| Hajime Moriyasu |    |                   |     |       |

| GK                 | 21 | Mohammed Al-Owais    |     |     |
| RB                 | 2  | Mohammed Al-Breik    |     |     |
| CB                 | 23 | Mohammed Al-Fatil    |     |     |
| CB                 | 4  | Ali Al-Bulaihi       |     |     |
| LB                 | 13 | Yasser Al-Shahrani   | 81e |     |
| DM                 | 14 | Abdullah Otayf       |     | 78e |
| RM                 | 11 | Hattan Bahebri       |     | 89e |
| CM                 | 20 | Abdulaziz Al-Bishi   |     | 56e |
| CM                 | 16 | Housain Al-Mogahwi   |     |     |
| LM                 | 10 | Salem Al-Dawsari (c) |     |     |
| CF                 | 19 | Fahad Al-Muwallad    | 55e |     |
| Remplaçants :      |    |                      |     |     |
| CM                 | 8  | Yahya Al-Shehri      |     | 56e |
| DM                 | 9  | Mohammed Al-Saiari   |     | 78e |
| RM                 | 18 | Abdulrahman Ghareeb  |     | 89e |
| Sélectionneur :    |    |                      |     |     |
| Juan Antonio Pizzi |    |                      |     |     |

| Homme du Match: Takehiro Tomiyasu Assistant referees: Abdukhamidullo Rasulov (Ouzbékistan) Jakhongir Saidov (Ouzbékistan) Fourth official: Sergei Grishchenko (Kirghizistan) Additional assistant referees: Valentin Kovalenko (Ouzbékistan) Nawaf Shukralla (Bahreïn) |

### Australie - Ouzbékistan
| 21 janvier 2019 | Australie                                    | 0 - 0 a.p.        | Ouzbékistan                                   | Stade Cheikh Khalifa, Al-Aïn      |                                   |
| 18:00 (UTC+04)  |                                              |                   |                                               | Arbitrage : Abdulrahman Al-Jassim | Arbitrage : Abdulrahman Al-Jassim |
| 18:00 (UTC+04)  | http://stats.the-afc.com/match_report/13299  |                   |                                               | Arbitrage : Abdulrahman Al-Jassim | Arbitrage : Abdulrahman Al-Jassim |
| 18:00 (UTC+04)  | Milligan · Behich · Kruse · Giannou · Leckie | Tirs au but 4 - 2 | Shukurov · Tukhtakhodjaev · Alibaev · Bikmaev | Arbitrage : Abdulrahman Al-Jassim | Arbitrage : Abdulrahman Al-Jassim |

| Australie | Ouzbékistan |

| GK              | 1  | Mathew Ryan       |      |      |
| RB              | 4  | Rhyan Grant       | 109e |      |
| CB              | 2  | Milos Degenek     |      |      |
| CB              | 5  | Mark Milligan (c) |      |      |
| LB              | 16 | Aziz Behich       | 25e  |      |
| CM              | 20 | Trent Sainsbury   |      |      |
| CM              | 22 | Jackson Irvine    |      |      |
| RW              | 21 | Awer Mabil        |      | 68e  |
| AM              | 23 | Tom Rogic         | 20e  | 111e |
| LW              | 15 | Chris Ikonomidis  |      | 96e  |
| CF              | 9  | Jamie Maclaren    |      | 75e  |
| Remplaçants :   |    |                   |      |      |
| RW              | 7  | Mathew Leckie     |      | 68e  |
| CF              | 14 | Apostolos Giannou |      | 75e  |
| LW              | 10 | Robbie Kruse      |      | 96e  |
| AM              | 8  | Massimo Luongo    |      | 111e |
| Sélectionneur : |    |                   |      |      |
| Graham Arnold   |    |                   |      |      |

| GK              | 1  | Ignatiy Nesterov      |     |      |
| RB              | 6  | Davron Khashimov      | 46e |      |
| CB              | 20 | Islom Tukhtakhodjaev  | 2e  |      |
| CB              | 5  | Anzur Ismailov        |     |      |
| LB              | 13 | Oleg Zoteev           |     | 104e |
| RM              | 17 | Dostonbek Khamdamov   |     | 107e |
| CM              | 19 | Otabek Shukurov       |     |      |
| CM              | 22 | Javokhir Sidikov      |     | 73e  |
| LM              | 11 | Jaloliddin Masharipov |     |      |
| CF              | 14 | Eldor Shomurodov      |     | 104e |
| CF              | 9  | Odil Ahmedov (c)      |     |      |
| Remplaçants :   |    |                       |     |      |
| CM              | 8  | Ikromjon Alibaev      |     | 73e  |
| CF              | 10 | Marat Bikmaev         |     | 104e |
| LB              | 4  | Farukh Saifiev        |     | 104e |
| RM              | 16 | Azizgun Turgunboev    |     | 107e |
| Sélectionneur : |    |                       |     |      |
| Héctor Cúper    |    |                       |     |      |

| Homme du Match: Jackson Irvine Assistant referees: Taleb Al-Marri (Qatar) Saud Al-Maqaleh (Qatar) Fourth official: Palitha Hemathunga (Sri Lanka) Additional assistant referees: Khamis Al-Marri (Qatar) Ahmed Al-Kaf (Oman) |

### Émirats arabes unis - Kirghizistan
| 21 janvier 2019 | Émirats arabes unis                             | 3 - 2 a.p. | Kirghizistan                 | Stade Cheikh Zayed, Abou Dabi            |                                          |
| 21:00 (UTC+04)  | Esmaeel 14e · Mabkhout 64e · Khalil 103e (pen.) |            | Murzaev 26e · Rustamov 90+1e | Spectateurs : 17 784 Arbitrage : Fu Ming | Spectateurs : 17 784 Arbitrage : Fu Ming |
| 21:00 (UTC+04)  |                                                 |            |                              | Spectateurs : 17 784 Arbitrage : Fu Ming | Spectateurs : 17 784 Arbitrage : Fu Ming |

| Émirats Arabes Unis | Kirghizistan |

| GK                 | 17 | Khalid Eisa       |     |     |
| RB                 | 9  | Bandar Al-Ahbabi  |     |     |
| CB                 | 4  | Khalifa Mubarak   |     | 30e |
| CB                 | 19 | Ismail Ahmed      |     |     |
| LB                 | 18 | Al Hassan Saleh   |     |     |
| RM                 | 13 | Khamis Esmaeel    | 78e |     |
| CM                 | 2  | Ali Salmeen       |     |     |
| CM                 | 5  | Amer Abdulrahman  |     | 98e |
| LM                 | 10 | Ismail Matar (c)  |     | 82e |
| AM                 | 21 | Khalfan Mubarak   |     | 62e |
| CF                 | 7  | Ali Mabkhout      |     |     |
| Remplaçants :      |    |                   |     |     |
| DF                 | 6  | Fares Juma        |     | 30e |
| MF                 | 15 | Ismail Al Hammadi |     | 62e |
| DF                 | 23 | Mohamed Ahmed     |     | 82e |
| FW                 | 11 | Ahmed Khalil      |     | 98e |
| Sélectionneur :    |    |                   |     |     |
| Alberto Zaccheroni |    |                   |     |     |

| GK                   | 13 | Kutman Kadyrbekov      |     |      |
| RB                   | 18 | Kairat Zhyrgalbek Uulu | 8e  |      |
| CB                   | 4  | Mustafa Iusupov        |     |      |
| CB                   | 3  | Tamirlan Kozubaev      |     |      |
| LB                   | 2  | Valery Kichin (c)      |     |      |
| RM                   | 23 | Akhlidin Israilov      |     | 76e  |
| CM                   | 9  | Edgar Bernhardt        |     | 64e  |
| CM                   | 19 | Vitalij Lux            |     |      |
| CM                   | 21 | Farhat Musabekov       |     | 80e  |
| LM                   | 11 | Bekzhan Sagynbaev      | 23e |      |
| CF                   | 10 | Mirlan Murzaev         | 88e | 102e |
| Remplaçants :        |    |                        |     |      |
| MF                   | 8  | Aziz Sydykov           |     | 64e  |
| MF                   | 7  | Tursunali Rustamov     |     | 76e  |
| MF                   | 22 | Anton Zemlianukhin     |     | 80e  |
| MF                   | 20 | Bakhtiyar Duyshobekov  |     | 102e |
| Sélectionneur :      |    |                        |     |      |
| Aleksandr Krestinine |    |                        |     |      |

| Assistant referees: Huo Weiming (Chine) Cao Yi (Chine) Fourth official: Yoon Kwang-yeol (Corée du Sud) Additional assistant referees: Ma Ning (Chine) Ko Hyung-jin (Corée du Sud) |

### Corée du Sud - Bahreïn
| 22 janvier 2019 | Corée du Sud                            | 2 - 1 a.p. | Bahreïn        | Stade Maktoum ben Rachid Al Maktoum (en), Dubaï |                        |
| 17:00 (UTC+04)  | Hwang Hee-chan 43e · Kim Jin-soo 105+2e |            | Al Romaihi 77e | Arbitrage : Ryūji Satō                          | Arbitrage : Ryūji Satō |

| Corée du Sud | Bahreïn |

| GK              | 1  | Kim Seung-gyu     |  |     |
| RB              | 2  | Lee Yong          |  |     |
| CB              | 4  | Kim Min-jae       |  |     |
| CB              | 19 | Kim Young-gwon    |  |     |
| LB              | 14 | Hong Chul         |  | 95e |
| CM              | 6  | Hwang In-beom     |  | 89e |
| CM              | 5  | Jung Woo-young    |  |     |
| RW              | 11 | Hwang Hee-chan    |  | 74e |
| AM              | 7  | Son Heung-min (c) |  |     |
| LW              | 17 | Lee Chung-yong    |  | 68e |
| CF              | 18 | Hwang Ui-jo       |  |     |
| Remplaçants :   |    |                   |  |     |
| LW              | 8  | Ju Se-jong        |  | 68e |
| RW              | 9  | Ji Dong-won       |  | 74e |
| CM              | 12 | Lee Seung-woo     |  | 89e |
| LB              | 3  | Kim Jin-soo       |  | 95e |
| Sélectionneur : |    |                   |  |     |
| Paulo Bento     |    |                   |  |     |

| GK              | 1  | Sayed Shubbar Alawi    |     | 100e |
| RB              | 16 | Sayed Redha Isa        | 95e | 119e |
| CB              | 5  | Hamad Al-Shamsan       |     |      |
| CB              | 3  | Waleed Al Hayam        |     |      |
| LB              | 8  | Mohamed Marhoon        |     | 70e  |
| CM              | 19 | Kamil Al Aswad         |     |      |
| CM              | 7  | Abdulwahab Al-Safi (c) |     |      |
| RW              | 4  | Sayed Dhiya Saeed      |     |      |
| AM              | 23 | Jamal Rashid           |     |      |
| LW              | 11 | Ali Madan              | 25e | 57e  |
| CF              | 13 | Mohamed Al Romaihi     |     |      |
| Remplaçants :   |    |                        |     |      |
| LW              | 20 | Sami Al-Husaini        |     | 57e  |
| LB              | 9  | Mahdi Al-Humaidan      |     | 70e  |
| GK              | 22 | Abdulkarim Fardan      |     | 100e |
| RB              | 10 | Abdullah Yusuf Helal   |     | 119e |
| Sélectionneur : |    |                        |     |      |
| Miroslav Soukup |    |                        |     |      |

| Assistant referees: Hiroshi Yamauchi (Japon) Jun Mihara (Japon) Fourth official: Anton Shchetinin (Australie) Additional assistant referees: Jumpei Iida (Japon) Turki Al-Khudhayr (Arabie saoudite) |

### Qatar - Irak
| 22 janvier 2019 | Qatar       | 1 - 0 | Irak | Stade Al-Nahyan, Abou Dabi |                           |
| 20:00 (UTC+04)  | Al-Rawi 62e |       |      | Arbitrage : Muhammad Taqi  | Arbitrage : Muhammad Taqi |

| Qatar | Irak |

| GK              | 1  | Saad Al Sheeb        |     |     |
| RB              | 2  | Ró-Ró                |     |     |
| CB              | 15 | Bassam Al-Rawi       |     |     |
| CB              | 4  | Tarek Salman         |     |     |
| LB              | 3  | Abdelkarim Hassan    | 83e |     |
| CM              | 6  | Abdulaziz Hatem      |     |     |
| CM              | 23 | Assim Madibo         | 12e |     |
| CM              | 16 | Boualem Khoukhi      |     |     |
| RW              | 10 | Hassan Al-Haydos (c) |     | 90e |
| CF              | 19 | Almoez Ali           |     |     |
| LW              | 11 | Akram Afif           |     |     |
| Remplaçants :   |    |                      |     |     |
| RW              | 12 | Karim Boudiaf        |     | 90e |
| Sélectionneur : |    |                      |     |     |
| Félix Sánchez   |    |                      |     |     |

| GK              | 1  | Jalal Hassan (c)      |     |         |
| RB              | 2  | Ahmad Ibrahim         | 40e |         |
| CB              | 6  | Ali Adnan             |     |         |
| CB              | 17 | Alaa Ali Mhawi        |     | 71e     |
| LB              | 5  | Ali Faez              |     |         |
| RM              | 13 | Bashar Resan          |     |         |
| CM              | 11 | Humam Tariq           |     | 35e     |
| CM              | 7  | Safaa Hadi            | 86e |         |
| CM              | 14 | Amjad Attwan          | 24e |         |
| LM              | 16 | Hussein Ali           |     |         |
| CF              | 10 | Mohanad Ali           | 24e |         |
| Remplaçants :   |    |                       |     |         |
| CM              | 15 | Ali Husni             |     | 35e 66e |
| CM              | 19 | Mohamad Dawood Yaseen |     | 66e     |
| CB              | 22 | Rebin Solaka          |     | 71e     |
| Sélectionneur : |    |                       |     |         |
| Srečko Katanec  |    |                       |     |         |

| Assistant referees: Ronnie Koh Min Kiat (Singapore) Sergei Grishchenko (Kirghizistan) Fourth official: Rashid Al-Ghaithi (Oman) Additional assistant referees: Hettikamkanamge Perera (Sri Lanka) Ahmed Al-Ali (Jordanie) |

## Quarts de finale

### Viêt Nam - Japon
| 24 janvier 2019 | Viêt Nam | 0 - 1 | Japon           | Stade Al-Maktoum, Dubaï                     |                                             |
| 17:00 (UTC+04)  |          |       | Doan 57e (pen.) | Arbitrage : Mohammed Abdulla Hassan Mohamed | Arbitrage : Mohammed Abdulla Hassan Mohamed |
| 17:00 (UTC+04)  | Rapport  |       |                 | Arbitrage : Mohammed Abdulla Hassan Mohamed | Arbitrage : Mohammed Abdulla Hassan Mohamed |

| Viêtnam | Japon |

| GK              | 23 | Đặng Văn Lâm          |     |     |
| CB              | 19 | Nguyễn Quang Hải      |     |     |
| CB              | 3  | Quế Ngọc Hải (c)      |     |     |
| CB              | 2  | Đỗ Duy Mạnh           |     |     |
| RWB             | 8  | Nguyễn Trọng Hoàng    |     | 63e |
| LWB             | 4  | Bùi Tiến Dũng I       | 55e |     |
| CM              | 10 | Nguyễn Công Phượng    |     |     |
| CM              | 16 | Đỗ Hùng Dũng          |     |     |
| CM              | 5  | Đoàn Văn Hậu          |     |     |
| CF              | 7  | Nguyễn Huy Hùng       |     | 54e |
| CF              | 20 | Phan Văn Đức          |     | 75e |
| Remplaçants :   |    |                       |     |     |
| CF              | 9  | Nguyễn Văn Toàn       |     | 54e |
| RWB             | 12 | Nguyễn Phong Hồng Duy |     | 63e |
| CF              | 6  | Lương Xuân Trường     |     | 75e |
| Sélectionneur : |    |                       |     |     |
| Park Hang-seo   |    |                       |     |     |

| GK              | 12 | Shūichi Gonda     |  |     |
| RB              | 19 | Hiroki Sakai      |  |     |
| CB              | 16 | Takehiro Tomiyasu |  |     |
| CB              | 22 | Maya Yoshida (c)  |  |     |
| LB              | 5  | Yuto Nagatomo     |  |     |
| RM              | 21 | Ritsu Doan        |  |     |
| CM              | 7  | Gaku Shibasaki    |  |     |
| CM              | 6  | Wataru Endo       |  |     |
| LM              | 8  | Genki Haraguchi   |  | 79e |
| CF              | 9  | Takumi Minamino   |  | 89e |
| CF              | 11 | Koya Kitagawa     |  | 71e |
| Remplaçants :   |    |                   |  |     |
| CF              | 15 | Yuya Osako        |  | 71e |
| LM              | 10 | Takashi Inui      |  | 79e |
| CF              | 18 | Tsukasa Shiotani  |  | 89e |
| Sélectionneur : |    |                   |  |     |
| Hajime Moriyasu |    |                   |  |     |

| Arbitres assistants: Mohamed Al-Hammadi (Émirats Arabes Unis) Hasan Al-Mahri (Émirats Arabes Unis) Quatrième officiel: Ammar Al-Jeneibi (Émirats Arabes Unis) Video assistant referee: Chris Beath (Australie) Assistants VARs : Muhammad Taqi (Singapour) Paolo Valeri (Italie) |

### Chine - Iran
| 24 janvier 2019 | Chine | 0 - 3 | Iran                                       | Stade Mohammed-Bin-Zayed, Abou Dabi |                                   |
| 20:00 (UTC+04)  |       |       | Taremi 18e · Azmoun 31e · Ansarifard 90+2e | Arbitrage : Abdulrahman Al-Jassim   | Arbitrage : Abdulrahman Al-Jassim |

| Chine RP | Iran |

| GK              | 1  | Yan Junling     |     |     |
| RB              | 6  | Feng Xiaoting   |     | 28e |
| CB              | 2  | Liu Yiming      |     |     |
| CB              | 4  | Shi Ke          |     |     |
| LB              | 17 | Zhang Chengdong |     |     |
| CM              | 15 | Wu Xi           |     | 25e |
| CM              | 10 | Zheng Zhi (c)   |     |     |
| CM              | 19 | Liu Yang        |     |     |
| RW              | 7  | Wu Lei          |     |     |
| CF              | 18 | Gao Lin         |     |     |
| LW              | 11 | Hao Junmin      |     |     |
| Remplaçants :   |    |                 |     |     |
| CM              | 8  | Zhao Xuri       |     | 25e |
| CF              | 9  | Xiao Zhi        | 77e | 28e |
| Sélectionneur : |    |                 |     |     |
| Marcello Lippi  |    |                 |     |     |

| GK              | 1  | Alireza Beiranvand     |     |     |
| RB              | 23 | Ramin Rezaeian         |     |     |
| CB              | 8  | Morteza Pouraliganji   |     |     |
| CB              | 13 | Hossein Kanaanizadegan |     |     |
| LB              | 5  | Milad Mohammadi        |     |     |
| RM              | 18 | Alireza Jahanbakhsh    |     | 68e |
| CM              | 9  | Omid Ebrahimi          |     |     |
| CM              | 3  | Ehsan Hajsafi          |     |     |
| LM              | 21 | Ashkan Dejagah (c)     |     | 75e |
| AM              | 17 | Mehdi Taremi           | 67e |     |
| CF              | 20 | Sardar Azmoun          |     | 85e |
| Remplaçants :   |    |                        |     |     |
| RM              | 14 | Saman Ghoddos          |     | 68e |
| LM              | 4  | Rouzbeh Cheshmi        |     | 75e |
| CF              | 10 | Karim Ansarifard       |     | 85e |
| Sélectionneur : |    |                        |     |     |
| Carlos Queiroz  |    |                        |     |     |

| Arbitres assistants: Taleb Al-Marri (Qatar) Saud Al-Maqaleh (Qatar) Quatrième officiel: César Arturo Ramos (Mexique) Video assistant referee: Danny Makkelie (Pays-Bas) VARs assistants: Khamis Al-Marri (Qatar) Ravshan Irmatov (Ouzbékistan) |

### Corée du Sud - Qatar
| 25 janvier 2019 | Corée du Sud | 0 - 1 | Qatar               | Stade Cheikh Zayed, Abou Dabi |                             |
| 17:00 (UTC+04)  |              |       | Abdulaziz Hatem 78e | Arbitrage : Ravshan Irmatov   | Arbitrage : Ravshan Irmatov |

| Corée du Sud | Qatar |

| GK              | 1  | Kim Seung-gyu     |     |     |
| RB              | 2  | Lee Yong          |     |     |
| CB              | 4  | Kim Min-jae       | 9e  |     |
| CB              | 19 | Kim Young-gwon    |     |     |
| LB              | 3  | Kim Jin-su        |     |     |
| CM              | 6  | Hwang In-beom     |     | 74e |
| CM              | 5  | Jung Woo-young    | 51e |     |
| RW              | 8  | Ju Se-jong        |     | 82e |
| AM              | 7  | Son Heung-min (c) |     |     |
| LW              | 17 | Lee Chung-yong    |     | 84e |
| CF              | 18 | Hwang Ui-jo       |     |     |
| Remplaçants :   |    |                   |     |     |
| CM              | 13 | Koo Ja-cheol      |     | 74e |
| RW              | 9  | Ji Dong-won       |     | 82e |
| LW              | 12 | Lee Seung-woo     |     | 84e |
| Sélectionneur : |    |                   |     |     |
| Paulo Bento     |    |                   |     |     |

| GK              | 1  | Saad Al Sheeb        |     |       |
| RB              | 2  | Pedro Correira       |     |       |
| CB              | 15 | Bassam Al-Rawi       | 40e |       |
| CB              | 4  | Tarek Salman         |     |       |
| LB              | 14 | Salem Al-Hajri       |     |       |
| CM              | 16 | Boualem Khoukhi      |     |       |
| CM              | 18 | Abdulkarim Al-Ali    |     |       |
| RW              | 10 | Hassan Al-Haydos (c) |     | 89e   |
| AM              | 6  | Abdulaziz Hatem      | 36e |       |
| LW              | 11 | Akram Afif           |     |       |
| CF              | 19 | Almoez Ali           |     | 90+3e |
| Remplaçants :   |    |                      |     |       |
| RW              | 12 | Karim Boudiaf        |     | 89e   |
| CF              | 7  | Ahmed Alaa Eldin     |     | 90+3e |
| Sélectionneur : |    |                      |     |       |
| Félix Sánchez   |    |                      |     |       |

| Assistant referees: Abdukhamidullo Rasulov (Ouzbékistan) Jakhongir Saidov (Ouzbékistan) Quatrième officiel: Ma Ning (RP Chine) Video assistant referee: Paolo Valeri (Italie) VARs assistants: Muhammad Taqi (Singapour) Fu Ming (RP Chine) |

### Émirats arabes unis - Australie
| 25 janvier 2019 | Émirats arabes unis | 1 - 0 | Australie | Stade Hazza Bin Zayed, Al-Aïn |                        |
| 20:00 (UTC+04)  | Mabkhout 68e        |       |           | Arbitrage : Ryūji Satō        | Arbitrage : Ryūji Satō |

| Émirats Arabes Unis | Australie |

| GK                 | 17 | Khalid Eisa         |     |     |
| RB                 | 23 | Mohamed Ahmed       |     | 18e |
| CB                 | 6  | Fares Juma          |     |     |
| CB                 | 19 | Ismail Ahmed        |     |     |
| LB                 | 3  | Walid Abbas         | 78e |     |
| CM                 | 2  | Ali Salmeen         |     |     |
| CM                 | 8  | Majed Hassan        |     |     |
| RW                 | 9  | Bandar Al-Ahbabi    |     |     |
| AM                 | 10 | Ismail Matar (c)    |     | 52e |
| LW                 | 15 | Ismail Al Hammadi   | 61e | 88e |
| CF                 | 7  | Ali Mabkhout        |     |     |
| Remplaçants :      |    |                     |     |     |
| DF                 | 12 | Khalifa Al Hammadi  |     | 18e |
| MF                 | 16 | Mohamed Abdulrahman |     | 52e |
| MF                 | 20 | Saif Rashid         |     | 88e |
| Sélectionneur :    |    |                     |     |     |
| Alberto Zaccheroni |    |                     |     |     |

| GK              | 1  | Mathew Ryan       |       |     |
| RB              | 4  | Rhyan Grant       |       |     |
| CB              | 20 | Trent Sainsbury   |       |     |
| CB              | 2  | Milos Degenek     |       |     |
| LB              | 16 | Aziz Behich       |       |     |
| RM              | 10 | Robbie Kruse      | 44e   | 73e |
| CM              | 22 | Jackson Irvine    | 90+7e |     |
| CM              | 5  | Mark Milligan (c) |       |     |
| LM              | 15 | Chris Ikonomidis  |       |     |
| CF              | 14 | Apostolos Giannou |       | 80e |
| CF              | 9  | Jamie Maclaren    |       | 60e |
| Remplaçants :   |    |                   |       |     |
| FW              | 7  | Mathew Leckie     |       | 60e |
| FW              | 21 | Awer Mabil        |       | 73e |
| FW              | 11 | Andrew Nabbout    |       | 80e |
| Sélectionneur : |    |                   |       |     |
| Graham Arnold   |    |                   |       |     |

| Arbitres assistants: Yaser Tulefat (Bahreïn) Jun Mihara (Japon) Quatrième officiel: Turki Al-Khudhayr (Arabie Saoudite) Video assistant referee: Danny Makkelie (Pays-Bas) Assistants VAR : Nawaf Shukralla (Bahreïn) César Arturo Ramos (Mexique) |

## Demi-finales

### Iran - Japon
| 28 janvier 2019 | Iran | 0 - 3 | Japon                                             | Stade Hazza Bin Zayed, Al-Aïn |                         |
| 18:00 (UTC+04)  |      |       | Yuya Osako 56e 67e (pen.) · Genki Haraguchi 90+2e | Arbitrage : Chris Beath       | Arbitrage : Chris Beath |

| Iran | Japon |

| GK              | 1  | Alireza Beiranvand     |       |     |
| RB              | 23 | Ramin Rezaeian         |       |     |
| CB              | 8  | Morteza Pouraliganji   |       |     |
| CB              | 13 | Hossein Kanaanizadegan |       |     |
| LB              | 5  | Milad Mohammadi        |       |     |
| CM              | 9  | Omid Ebrahimi          | 44e   |     |
| CM              | 3  | Ehsan Hajsafi          |       |     |
| RW              | 18 | Alireza Jahanbakhsh    |       | 71e |
| AM              | 21 | Ashkan Dejagah (c)     |       | 71e |
| LW              | 11 | Vahid Amiri            | 24e   | 58e |
| CF              | 20 | Sardar Azmoun          | 90+4e |     |
| Remplaçants :   |    |                        |       |     |
| LW              | 10 | Karim Ansarifard       |       | 58e |
| AM              | 14 | Saman Ghoddos          |       | 71e |
| RW              | 16 | Mehdi Taremi           |       | 71e |
| Sélectionneur : |    |                        |       |     |
| Carlos Queiroz  |    |                        |       |     |

| GK              | 12 | Shūichi Gonda     |       |     |
| RB              | 19 | Hiroki Sakai      | 46e   | 72e |
| CB              | 16 | Takehiro Tomiyasu |       |     |
| CB              | 22 | Maya Yoshida (c)  |       |     |
| LB              | 5  | Yuto Nagatomo     | 90+4e |     |
| RM              | 21 | Ritsu Doan        |       | 89e |
| CM              | 7  | Gaku Shibasaki    |       |     |
| CM              | 6  | Wataru Endo       |       | 60e |
| LM              | 8  | Genki Haraguchi   |       |     |
| CF              | 15 | Yuya Osako        |       |     |
| CF              | 9  | Takumi Minamino   |       |     |
| Remplaçants :   |    |                   |       |     |
| CM              | 18 | Tsukasa Shiotani  |       | 60e |
| RB              | 3  | Sei Muroya        |       | 72e |
| RM              | 14 | Junya Ito         |       | 89e |
| Sélectionneur : |    |                   |       |     |
| Hajime Moriyasu |    |                   |       |     |

| Arbitres assistants: Matthew Cream (Australie) Anton Shchetinin (Australie) Quatrième officiel: Kim Dong-jin (Corée du Sud) Video assistant referee: Paolo Valeri (Italie) Assistants VAR : Muhammad Taqi (Singapour) Ko Hyung-jin (Corée du Sud) |

### Qatar - Émirats Arabes Unis
| 29 janvier 2019 | Qatar                                                                            | 4 - 0 | Émirats arabes unis | Stade Mohammed-Bin-Zayed, Abou Dabi |                                |
| 18:00 (UTC+04)  | Boualem Khoukhi 22e · Almoez Ali 37e · Hassan Al-Haydos 85e · Hamid Ismail 90+3e |       |                     | Arbitrage : César Arturo Ramos      | Arbitrage : César Arturo Ramos |

| Qatar | Émirats Arabes Unis |

| GK              | 1  | Saad Al Sheeb        |     |       |
| CB              | 23 | Assim Madibo         |     |       |
| CB              | 16 | Boualem Khoukhi      |     |       |
| CB              | 4  | Tarek Salman         |     |       |
| RWB             | 2  | Pedro Correira       |     | 90+4e |
| LWB             | 3  | Abdelkarim Hassan    |     |       |
| CM              | 10 | Hassan Al-Haydos (c) |     |       |
| CM              | 14 | Salem Al-Hajri       |     |       |
| CM              | 12 | Karim Boudiaf        | 62e |       |
| CF              | 11 | Akram Afif           |     |       |
| CF              | 19 | Almoez Ali           |     | 86e   |
| Remplaçants :   |    |                      |     |       |
| CF              | 7  | Ahmed Alaaeldin      | 88e | 86e   |
| CF              | 8  | Hamid Ismail         |     | 90+2e |
| RWB             | 13 | Thamim Al-Muhijeah   |     | 90+4e |
| Sélectionneur : |    |                      |     |       |
| Félix Sánchez   |    |                      |     |       |

| GK                 | 17 | Khalid Eisa          |         |     |
| RB                 | 13 | Khamis Esmaeel       |         |     |
| CB                 | 19 | Ismail Ahmed         | , 90+1e |     |
| CB                 | 6  | Fares Juma (c)       |         |     |
| LB                 | 3  | Walid Abbas          |         |     |
| CM                 | 2  | Ali Salmeen          |         |     |
| CM                 | 5  | Amer Abdulrahman     |         | 70e |
| RW                 | 9  | Bandar Al-Ahbabi     |         |     |
| AM                 | 20 | Saif Rashid          |         | 46e |
| LW                 | 15 | Ismaïl Al Hammadi    |         | 51e |
| CF                 | 7  | Ali Mabkhout         |         |     |
| Remplaçants :      |    |                      |         |     |
| AM                 | 10 | Ismaïl Matar         | 55e     | 46e |
| LW                 | 11 | Ahmed Khalil         |         | 51e |
| CM                 | 16 | Mohammed Abdulrahman |         | 70e |
| Sélectionneur :    |    |                      |         |     |
| Alberto Zaccheroni |    |                      |         |     |

| Arbitres assistants: Miguel Hernández (Mexique) Alberto Morín (Mexique) Quatrième officiel: Ravshan Irmatov (Ouzbékistan) Video assistant referee: Paolo Valeri (Italie) Assistants VAR : Muhammad Taqi (Singapour) Chris Beath (Australie) |

## Finale

### Japon - Qatar
| Finale                     | Japon                 | 1 - 3   | Qatar                                                    | Stade Cheikh Zayed, Abou Dabi                    |                                                  |
| 1er février 2019 18:00 GST | ( Osako) Minamino 69e | (0 - 2) | 12e A. Ali (Afif ) · 27e Hatem (Afif ) · 83e (pen.) Afif | Spectateurs : 36 776 Arbitrage : Ravshan Irmatov | Spectateurs : 36 776 Arbitrage : Ravshan Irmatov |
| 1er février 2019 18:00 GST |                       |         |                                                          | Spectateurs : 36 776 Arbitrage : Ravshan Irmatov | Spectateurs : 36 776 Arbitrage : Ravshan Irmatov |

| Japon | Qatar |

| GK              | 12 | Shūichi Gonda     |     |     |
| RB              | 19 | Hiroki Sakai      | 86e |     |
| CB              | 16 | Takehiro Tomiyasu |     |     |
| CB              | 22 | Maya Yoshida (c)  | 82e |     |
| LB              | 5  | Yuto Nagatomo     |     |     |
| RM              | 8  | Genki Haraguchi   |     | 62e |
| CM              | 7  | Gaku Shibasaki    |     |     |
| CM              | 18 | Tsukasa Shiotani  |     | 85e |
| LM              | 21 | Ritsu Doan        |     |     |
| CF              | 15 | Yuya Osako        |     |     |
| CF              | 9  | Takumi Minamino   |     | 89e |
| Remplaçants :   |    |                   |     |     |
| RM              | 13 | Yoshinori Muto    |     | 62e |
| CM              | 14 | Junya Ito         |     | 85e |
| CF              | 10 | Takashi Inui      |     | 89e |
| Sélectionneur : |    |                   |     |     |
| Hajime Moriyasu |    |                   |     |     |

| GK              | 1  | Saad Al Sheeb        |       |       |
| RB              | 2  | Pedro Correira       | 90+3e |       |
| CB              | 16 | Boualem Khoukhi      |       | 61e   |
| CB              | 4  | Tarek Salman         |       |       |
| LB              | 3  | Abdelkarim Hassan    |       |       |
| CM              | 23 | Assim Madibo         |       |       |
| CM              | 6  | Abdulaziz Hatem      |       |       |
| RW              | 15 | Bassam Al-Rawi       |       |       |
| AM              | 10 | Hassan Al-Haydos (c) |       | 74e   |
| LW              | 11 | Akram Afif           | 84e   |       |
| CF              | 19 | Almoez Ali           |       | 90+5e |
| Remplaçants :   |    |                      |       |       |
| CB              | 14 | Salem Al-Hajri       |       | 61e   |
| AM              | 12 | Karim Boudiaf        |       | 74e   |
| CF              | 7  | Ahmed Alaaeldin      |       | 90+5e |
| Sélectionneur : |    |                      |       |       |
| Félix Sánchez   |    |                      |       |       |

| Assistants : Abdukhamidullo Rasulov Jakhongir Saidov Quatrième officiel: Ma Ning (Chine RP) Video assistant referee: Paolo Valeri Assistants VAR : Muhammad Taqi Chris Beath Homme du Match : Akram Afif |